# Campoplex elegantulus
Campoplex elegantulus là một loài tò vò trong họ Ichneumonidae.